# Cheilosia naruska
Cheilosia naruska är en tvåvingeart som beskrevs av Haarto och Sakari Kerppola 2007. Cheilosia naruska ingår i släktet örtblomflugor, och familjen blomflugor. Arten är reproducerande i Sverige. Inga underarter finns listade i Catalogue of Life.